# Philip Davies (homme politique)
Pour les articles homonymes, voir Philip Davies.
Philip Andrew Davies (né le 5 janvier 1972) est un homme politique britannique du Parti conservateur et député de Shipley dans le Yorkshire de l'Ouest de 2005 à 2024,

## Jeunesse
Davies est né à Doncaster, fils de Peter Davies, un ancien maire élu de Doncaster. Il fait ses études à l'école de l'hôpital Old Swinford à Stourbridge, et à l'école polytechnique de Huddersfield (qui devient l'université de Huddersfield en troisième année). Il obtient un BA en histoire et en études politiques en 1993. À l'origine, il voulait être journaliste, mais dans une interview avec Spectator en janvier 2017, il déclare : « C'était mon ambition dans la vie, mais je viens de réaliser que j'étais trop timide. Vous devez avoir une confiance que je pense que je n'ai probablement jamais eue".
Après l'obtention de son diplôme, Davies travaille dans l'entreprise de supermarché Asda de septembre 1993 à mai 2005 abord en tant que directeur des services à la clientèle et plus tard en tant que directeur du marketing. Il travaille également chez Marilyn Davies Bookmakers et Mark Jarvis Bookmakers. 

## Carrière parlementaire
Davies rejoint le Parti conservateur en 1988. Il se présente sans succès pour le siège parlementaire de Colne Valley aux élections générales de 2001 et est battu par le député travailliste Kali Mountford par 4 639 voix.
Aux élections générales britanniques de 2005, il est élu député pour le siège de Shipley avec une majorité de 422 voix, battant le député travailliste et sous-secrétaire d'État parlementaire au ministère des Affaires constitutionnelles Chris Leslie.
Davies prononce son premier discours le 7 juin 2005. Il rappelle Titus Salt puis évoque le site du patrimoine mondial de l'UNESCO à Saltaire. Il annonce également qu'il voulait rester un député d'arrière-ban et non un porte-parole fantôme ou un ministre, et qu'il voulait se sentir capable de parler au nom de ses électeurs. Davies conserve son siège avec une majorité accrue de 9 944 voix aux élections générales de 2010, et avec une majorité légèrement réduite de 9 624 voix aux élections générales de 2015.
Davies conserve son siège aux élections anticipées de 2017 avec une majorité réduite de 4 681 voix, tout en augmentant également sa part des voix de 1,45 %.
Il est le député conservateur en exercice le plus rebelle, ayant voté contre le whip conservateur plus de 250 fois au cours de sa carrière parlementaire et il est critiqué pour faire de l'obstruction contre les projets de loi parlementaires non soutenu par le gouvernement et, ce faisant, "tue une législation qu'il n'aime pas",,,.
Davies est connu pour ses campagnes contre le politiquement correct et le féminisme de gauche et milite pour le Mouvement pour les droits des hommes,.
Davies fait partie du conseil d'administration du groupe de pression The Freedom Association et est organisateur de la TaxPayers' Alliance. Davies est régulièrement critiqué par des personnalités publiques pour des commentaires qu'il a faits sur l'égalité des sexes et les femmes, l'homosexualité, les minorités ethniques et les handicapés.
Davies est membre du conseil d'administration du groupe de pression The Freedom Association et est un responsable de l'Alliance des contribuables. Il appelle le gouvernement à « abolir la loi sur les droits de l'homme pour les ressortissants étrangers et à les expulser du pays » et exprime en 2016 son admiration pour Donald Trump.
Davies préconise le Retrait du Royaume-Uni de l'Union européenne, en lançant la campagne Better Off Out et en faisant campagne lors de la conférence du parti conservateur en 2005.
Le parti eurosceptique pour indépendance du Royaume-Uni (UKIP) n'a pas présenté de candidat contre Davies aux élections générales de 2010 et fait campagne pour sa réélection après l'avoir identifié comme un « eurosceptique engagé » .
En parallèle à son travail de député, il est employé par GVC Holdings et National Pawnbroking Association, des entreprises du secteur des jeux d'argent, pour une rémunération annuelle de près de 30 000 livres.

## Vie privée
Davies épouse Deborah Gail Hemsley, qu'il a rencontrée alors qu'il étudiait à l'université de Huddersfield, en juillet 1994 à Doncaster. Le couple a deux fils. Ils se séparent en 2011, évoquant les pressions de son rôle de député, et divorcent en novembre 2012. Elle continue à travailler pour Davies en tant que secrétaire à temps partiel à la fin de 2016. Il vit à Shipley et partage un appartement à Londres avec sa collègue députée Esther McVey, avec qui il aurait un « intérêt romantique intermittent de longue date ». En mai 2019, le programme Politics Live  de la BBC rapporte que McVey et Davies sont fiancés. Le 19 septembre 2020, Davies épouse McVey lors d'une cérémonie privée.